# Cantone di Saint-Nazaire-2
Il Cantone di Saint-Nazaire-2 è una divisione amministrativa dell'Arrondissement di Nantes.
È stato costituito a seguito della riforma approvata con decreto del 25 febbraio 2014, che ha avuto attuazione dopo le elezioni dipartimentali del 2015.

## Composizione
Comprende parte del comune di Saint-Nazaire e i 5 comuni di:
- Besné
- Donges
- Montoir-de-Bretagne
- Saint-Malo-de-Guersac
- Trignac